# Giuseppe Tornatore
Giuseppe Tornatore, född 27 maj 1956 i Bagheria, Italien, är en italiensk filmregissör. Hans filmer utspelar sig ofta på Sicilien.
Tornatores mest kända film, Cinema Paradiso (originaltitel: Nuovo Cinema Paradiso), som släpptes 1988, berättar historien om en framgångsrik filmregissör som har återvänt till sin barndomsby på Sicilien för att delta vid begravningen av en gammal vän. Filmen rönte stora framgångar över hela världen och Tornatore fick en Oscar i kategorin "bästa utländska film".
Även Stjärnornas man från 1995 Oscarsnominerades, filmen handlar om en man med en filmkamera som reser runt på Sicilien och erbjuder folk att mot betalning få provfilma för en stor filmstudio i Rom. 1998 spelade han in sin första engelskspråkiga film, Pianisten, med Tim Roth i huvudrollen. Filmen Malèna från 2000, med Monica Bellucci i huvudrollen, nådde stora internationella framgångar och Oscarsnominerades för bästa filmfoto och bästa filmmusik. 2009 kom Baarìa som skildrar en man och hans familjs liv i den sicilanska staden Bagheria från 1920-talet fram till 1980-talet.

## Filmografi (urval)
- 1988 – Cinema Paradiso
- 1990 – Alla mår bra
- 1995 – Stjärnornas man
- 1998 – Pianisten
- 2000 – Malèna
- 2006 – Dold identitet
- 2009 – Baarìa
- 2013 – The Best Offer
- 2016 – La corrispondenza
- 2021 – Morricone: filmmusikens mästare (dokumentär)